# Mikael Aggefors
Mikael Aggefors (* 20. Januar 1985 in Stockholm) ist ein ehemaliger schwedischer Handballspieler, der dem Kader der schwedischen Nationalmannschaft angehörte.

## Karriere

### Im Verein
Aggefors begann das Handballspielen bei IFK Tumba Handboll. Mit der Herrenmannschaft von IFK Tumba stand der Torhüter in der Elitserien zwischen den Pfosten. Im Jahr 2009 wechselte er zum Ligakonkurrenten Alingsås HK. Mit Alingsås gewann er 2014 die schwedische Meisterschaft. Aggefors wechselte im Sommer 2016 zum dänischen Erstligisten Aalborg Håndbold. Mit Aalborg gewann er Anfang 2017 und 2019 die dänische Meisterschaft. Nach dem Saisonabbruch im Jahr 2020 aufgrund der COVID-19-Pandemie wurde Aalborg per Verbandsentscheid zum Meister gekürt. Mit Aalborg stand er in der Saison 2020/21 im Finale der EHF Champions League, dass mit 23:36 gegen die spanische Mannschaft FC Barcelona verloren wurde. Nur wenige Tage später gewann er mit Aalborg das entscheidende Finalspiel um die dänische Meisterschaft. Zu Beginn der Saison 2022/23 gewann er mit Aalborg den dänischen Supercup. Nachdem Aggefors bis zum Sommer 2023 insgesamt 310 Spiele für Aalborg bestritten hatte, beendete er seine Karriere. Im April 2024 wurde er vom deutschen Bundesligisten SC Magdeburg für den Rest der Saison 2023/24 verpflichtet, nachdem Nikola Portner wegen Dopingverdachts vom Spielbetrieb suspendiert worden war. Mit dem SCM gewann er den DHB-Pokal und die deutsche Meisterschaft.

### In der Nationalmannschaft
Aggefors bestritt im Jahr 2003 zwei Länderspiele für die schwedische Jugendnationalmannschaft. Am 4. Juni 2013 gab er sein Debüt für die schwedische A-Nationalmannschaft gegen Polen. Seine erste Turnierteilnahme mit Schweden war bei der Weltmeisterschaft 2021 in Ägypten. Dort unterlag Schweden im Finale gegen Dänemark. Aggefors nahm mit Schweden an den Olympischen Spielen in Tokio teil.

### Als Trainer
Aggefors leitet seit August 2023 das Torwarttraining beim schwedischen Erstligisten Alingsås HK.